# Turons de Maçanet
Els Turons de Maçanet és un espai format per un conjunt de petits turons que constitueixen excel·lents mostres del paisatge de la plana selvatana. La seva singularitat rau a conjugar la presència d'un grup important d'elements vegetals extramediterranis que conviuen en una àrea biogeogràficament mediterrània. Els sistemes naturals dels turons de Maçanet palesen el manteniment d'uns illots naturals immersos en una plana intensament ocupada pels conreus, fet que té un gran interès faunístic, per la diversitat de biòtops que acull el contacte entre conreus i formacions forestals. Els turons que formen aquest Espai natural protegit són de naturalesa granítica i tenen també l'origen en roques erosives basàltiques. Aquests elements estan sotmesos a importants processos erosius que configuren turons de formes arrodonides.

## Biodiversitat
Els turons de Maçanet són remarcables per la varietat de comunitats forestals associades a les diferències de substrats existents. Sobre sòls calcaris hi ha els alzinars; mentre que, sobre sòls silícics, s'hi desenvolupen interessants comunitats com la sureda (Quercetum galloprovinciale suberetosum) o la roureda de roure africà (Carici-Quercetum canariensis). Cal assenyalar que aquesta roureda, que demana unes condicions edafoclimàtiques molt concretes, només es troba a Catalunya en alguns punts del Vallès Oriental, de la Garrotxa i la Selva.
El paisatge mediterrani que predomina en aquesta zona és el propi del domini de la sureda i de l'alzinar litoral (Quercetum ilicis galloprovinciale). Les suredes i els alzinars són sovint substituïts per bruguerars (Cistion mediomediterraneum) amb sureres (Quercus suber) i pins pinyoners (Pinus pinea), bruguerars amb líquens als nivells culminants, brolles d'estepes i brucs, garrigues, pastures seques amb petites plantes anuals o altres comunitats que són bones representants de la vegetació calcífuga mediterrània. Les comunitats vegetals submediterrànies i centreeuropees són elements rellevants del ric i divers paisatge vegetal de la plana de la Selva. Les rouredes submediterrànies de roure martinenc (Quercion pubescentipetraeae) ocupen una extensió considerable, mentre que, als fondals i obacs, hi apareixen petites bosquines o rouredes humides, com la roureda de roure africà (Carici-Quercetum canariensis) i la roureda de roure martinenc i africà (Sorbo-Quercetum canariensis).
Als turons de Maçanet, s'hi refugia una de les poques comunitats catalanes d'aquestes rouredes humides d'excepcional valor natural. Alguns tàxons d'interès dins dels turons de Maçanet, a més a més del roure africà (Quercus canariensis), són Morineriella minuta i Viola canina ssp. silvestris. Cal remarcar l'interès micològic d'aquest espai, que aplega una notable diversitat de fongs, amb algunes espècies interessants.
El mosaic format pels diferents elements del paisatge afavoreix la presència d'animals de diferents espècies. Així, tot i que la fauna predominant és mediterrània, s'aprecien abundosos elements centreeuropeus.

## Protecció
L'Espai Natural Protegit dels Turons de Maçanet va ser incorporat al PEIN pel Decret 328/1992, pel qual s'aprovava el PEIN. Així mateix, mitjançant el Pla especial se’n va realitzar la delimitació definitiva. Aquest Pla complementa el règim normatiu bàsic de protecció establert pel PEIN amb determinacions específiques per a aquest Espai.